# Mossehaus

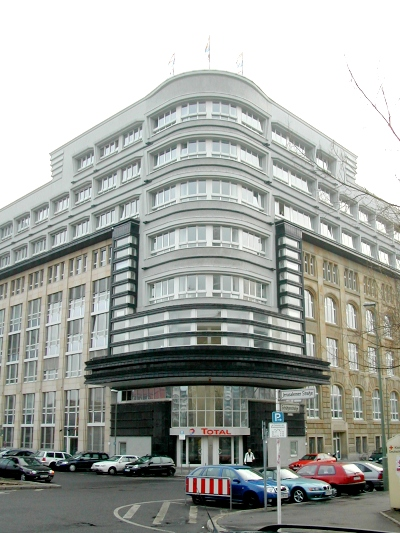
Mossehaus w r. 2006

Mossehaus – budynek w Berlinie przy ul. Schützenstrasse w dzielnicy Mitte zaprojektowany przez Ericha Mendelsohna. Oddany do użytku w 1923 r.

## Historia
Budynek, wybudowany z piaskowca w latach 1900–1903, w stylu neobarokowym i z ozdobami w stylu art nouveau mieścił drukarnię i redakcję gazety Berliner Tageblatt, wydawaną przez Rudolfa Mosse. W czasie walk ulicznych, wkrótce po zakończeniu I wojny światowej, podczas powstania Spartakusa została zniszczona część budynku w okolicy drzwi frontowych. Mosse wynajął będącego świeżo po sukcesie budowy Wieży Einsteina Mendelsohna do odnowienia budynku i dobudowania dwóch pięter.
Mendelsohn przebudował fasadę, a na istniejącym budynku, który pozostawił w dotychczasowym stanie, nadbudował horyzontalną część z zupełnie innych materiałów: żelaza i ceramiki. Z ceramiki, konkretnie terakoty, wykonane były m.in. duże panele z płaskorzeźbami na fasadzie budynku, które stworzył w 1919 przyjaciel Mendelsohna, rzeźbiarz Paul Rudolf Henning. Obszar wejściowy jest zadaszony przez duży gzyms, ponad nim są szerokie rzędy okien na dwóch piętrach. Część narożna jest podkreślona przez górne piętro. Cała budowla, a szczególnie fasada, odznaczają się dynamizmem.

## Współczesność

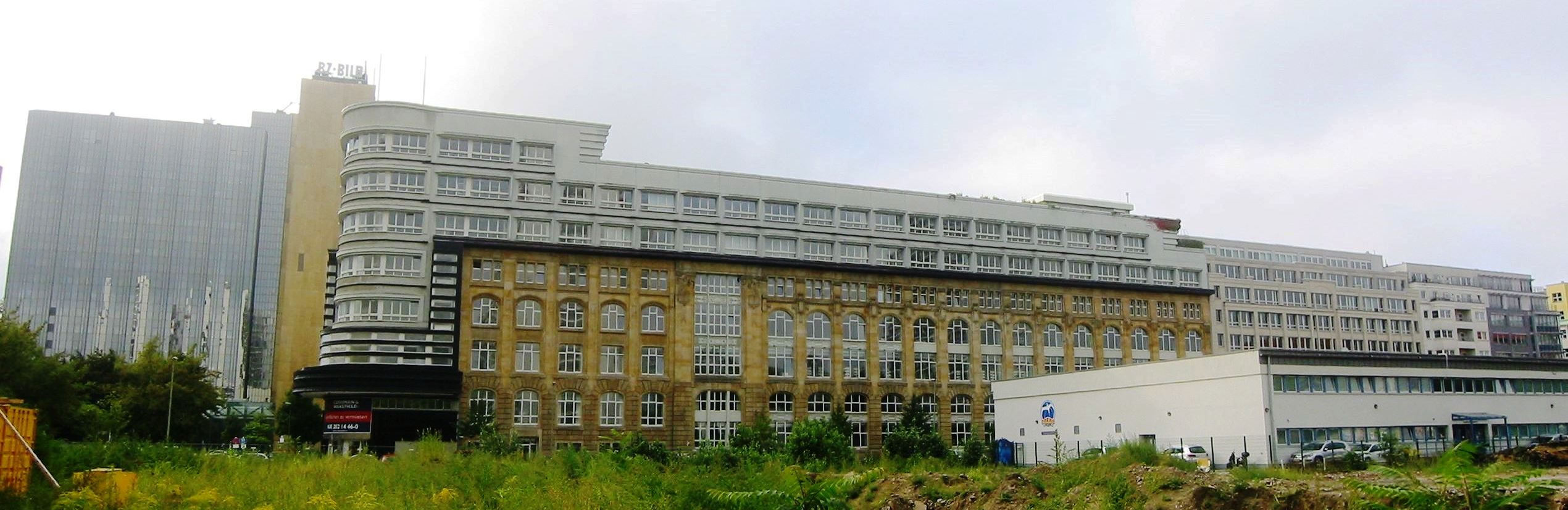
Widok na północ od Mossezentrum w Berlinie-Mitte

Budynek został uszkodzony podczas II wojny światowej, zwłaszcza w lutym 1945, a szczególnie później, kiedy znalazł się w okolicy muru berlińskiego. W latach 1992–1993 przeszedł renowację i obecnie jest centrum dzielnicy wydawnictw.